# 尭然法親王
堯然法親王（ぎょうねん ほっしんのう、慶長7年10月3日（1602年11月16日） - 寛文元年閏8月22日（1661年10月15日））は、江戸時代前期の皇族・僧。天台宗延暦寺別院門跡妙法院の門跡。後陽成天皇の第六皇子。母は持明院基孝の娘掌侍持明院基子。六宮と称される。諡号は慈音院。

## 来歴
慶長8年（1603年）常胤法親王の資となり妙法院に入室し、慶長18年（1613年）親王宣下を受けた。元和2年（1616年）に得度して堯然と号し、元和9年（1623年）二品に叙せられた。寛永17年（1640年）天台座主となり、以後2度天台座主に任じられたが、明暦元年（1655年）3度目の座主職は辞任している。能書家で、絵画・立花・香道・茶道（石州流）にも詳しかった。